# Sonetter

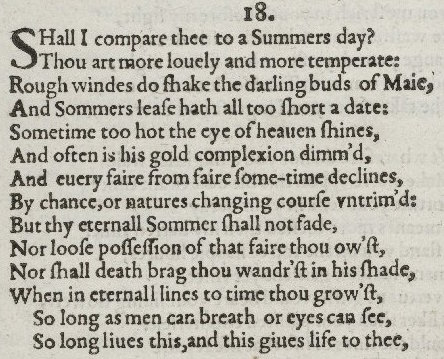
Sonett 18.

Sonetter eller närmare bestämt Shakespeares sonetter är en samling sonetter författade av William Shakespeare vid skilda tillfällen under 1590-talet och cirkulerande i handskrifter bland hans vänner. En samling publicerades utan poetens vetskap första gången 1609. De 154 sonetterna har kärleken som huvudtema. De första 125 är tillägnade en ung man, ”The Fair Youth”, den därefter – som för övrigt saknar dessa sonetters sedvanliga, avslutande tvåradiga strof – är till en ung gosse, 26 stycken (127–152) är riktade till en okänd mörk kvinna, ”Dark Lady” och de avslutande två skildrar allegoriskt Amors makt. Sonetterna har av översättaren Sven Christer Swahn kallats Shakespeares ”trettioårskris”.

## Svenska utgåvor
En första svensk översättning av Carl Rupert Nyblom publicerades 1871.
- William Shakspears sonetter. Upsala: W. Schultz. 1871. Libris 521477. http://hdl.handle.net/2077/40696
- Sonetter, ett tolkningsförsök av K.A. Svensson (Lund: Gleerups, 1964)
- Sonetter, i tolkning och med förord av Sven Christer Swahn (FIB:s Lyrikklubb 1981)
  - Mer än hennes mun, ny upplaga 2004, nu med teckningar av Ulf Lundell.
- Sonetter, svensk tolkning och med inledning av Lena R. Nilsson (Lund: Bokförlaget Augusti AB, 2006; en andra reviderad upplaga 2007)
- Sonetter och versberättelser, tolkning och efterord av Martin Tegen, med engelsk parallelltext (Stockholm: Themis, 2007)
- Sonetter, tolkade av Walter Dan Axelsson (Järfälla: Barqaz, 2009)
- Shakespeare, William (2011). Sonetter [i tolkning och med förord och kommentarer av Eva Ström]. Stockholm: Lind & Co. ISBN 978-91-7461-00-62